# Аусштайґери
Аусштайґерами — люди, які через свою поведінку намагаються звільнитися від суспільних норм, тоді, коли вони покидають свій конкретний життєвий світ внутрішньо чи зовнішньо.

## Характеристика
Класичний приклад зустрічається ще у грецькій античності філософа Діогена. В ранньому християнстві монахи відлюдники траплялися в пустелях Далекого Сходу та в єгипетських пустелях, відлюдники також були{/3 } в Європі.
Сучасним прикладом служать альтернативні рухи такі, як Хіпі чи рух Нью-ейдж. Також колишні члени сект чи неонацистських структур почали називати аусштайґерами людей, які покидають свою країну, щоб деінде наслідувати інший стиль життя.

## Зовнішнє і внутрішнє зречення
До зовнішнього зречення відносять аусштайґерів, що відмовляються від тих речей, які до зречення здавалися важливими у їхньому житті чи тих, що їхнє життя влагоджувало. Так, наприклад їхня трудова діяльність, друзі та знайомі, релігійні общини, політичні системи і рухи, місце проживання чи старі звички. Причина зречення від колишнього життя може бути різною. В принципі зречення передує відсутньому хорошому самопочуттю, яке стосується груп чи систем попереднього стилю життя. Категорично висловлена критика може дуже фундаментально сприйнятися, проте точно так само бути ухильною і ключовою. Одні аусштайґери йдуть так далеко, щоб відмовляються від свого громадянства, як це приміром трапилося з Гаррі Девісом. Розмови з аусштайґерами показують, що примуси та правила суспільства часто не відповідають їхнім інтересам і поглядам. Не рідко аусштайґери називають зростаючий капіталізм рушієм їхніх думок, який завдяки багатьом своїм рисам протиставляє і відчужує соціальне суспільство.
Причини для зречення знаходяться в різних галузях міжособистісного співіснування чи в мейнстрімі. Нормиіцінності аусштайґерів зазвичай більше не відповідають їхньому суспільствучи суспільній групі, до якої вони попередньо належали. Тільки через радикальні зміни своєї позиції в суспільстві аусштайґери бачать можливість відновити їхню особисту рівновагу, а саме внутрішнє задоволення.
Синонімом до внутрішнього зречення застосовують також поняття «внутрішня еміграція», при якому правильний спосіб життя поверхнево зберігається, але внутрішньо розірваний зі зовнішнім світом.. Це формулювання спочатку використовувалося у повоєнній Німеччині для виправдання та як докір, спрямований до емігрантів, коли ті не хотіли покидати гітлерівську Німеччину; воно просліджується в полеміці. Френка Тісса проти Томаса Манна.

## Тематизація в мистецтві
Феномен політичного зречення був опрацьований в різних напрямах мистецтва, в тому числі в літературі та кіно та ще й в коміксах. Відомими прикладами з літератури вважають: Генрі Девід Торо: Уолден, або життя в лісі. (1854)
Герман Гессе: Сіддхартха. Індійська повість (1922)
Перед усім у 1960х роках тема також випливає в художніх фільмах все в більших масштабах: Безтурботний їздець
Забріскі-Пойнт
Пляж
Білий шум
Тепер я йду в дику далечінь
У коміксі Неймовірні Феррі Фрік Бразерс єдеться про трьох хіпі-аусштайґерів та їх пригоди.

## Відомі аусштайґери
Маттіас Адріан
Бела Іволд Алтанс
Мануель Бауер
Фелікс Беннекенштайн
Йорг Фішер-Арон
Інго Хассельбах
Вольфганг Нідеррайтер